# Gura Ialomiței
Gura Ialomiței es una comuna ubicada en el distrito de Ialomița, Rumania.

## Superficie
Cuenta con una superficie de 68,25 kilómetros cuadrados.

## Demografía
Hasta 2021 la población era de 2258 habitantes, con una densidad de población de 33,08 habitantes por kilómetro cuadrado.